# Messaggeri da Giovanni Battista

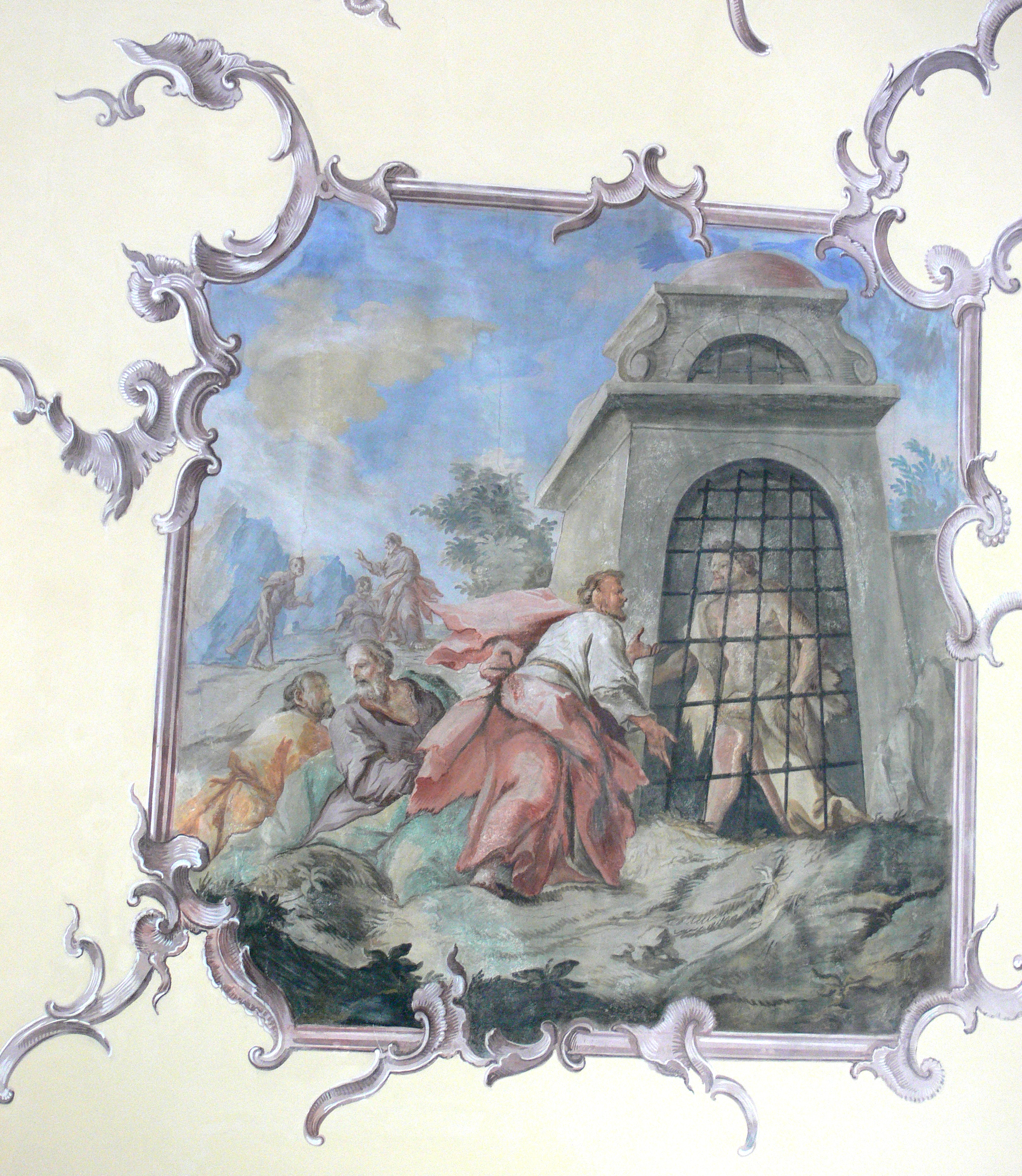
San Giovanni Battista in prigione, dipinto di Josef Anton Hafner, 1750

L'arrivo dei messaggeri da Giovanni Battista a Gesù è un episodio narrato nei vangeli di Matteo (Mt 11,2-6) e Luca (7,18-23).
Dopo il battesimo di Gesù, Giovanni il Battista viene incarcerato nel forte di Macheronte dove viene a sapere delle opere di Gesù. Egli cerca conferma del fatto che Gesù sia il messia profetizzato nel Vecchio Testamento. Giovanni invia due discepoli come messaggeri a fare delle domande a Gesù: "Sei quello che deve venire dopo di me o dobbiamo attenderne un altro?" Gesù risponde a Giovanni tramite i messaggeri spiegando i miracoli da lui fatti e descritti in Lc 7,22.
Secondo il vangelo di Matteo:

Giovanni intanto, che era in carcere, avendo sentito parlare delle opere del Cristo, mandò a dirgli per mezzo dei suoi discepoli: «Sei tu colui che deve venire o dobbiamo attenderne un altro?». Gesù rispose: «Andate e riferite a Giovanni ciò che voi udite e vedete: I ciechi ricuperano la vista, gli storpi camminano, i lebbrosi sono guariti, i sordi riacquistano l'udito, i morti risuscitano, ai poveri è predicata la buona novella, e beato colui che non si scandalizza di me»

Le "principali autorità sui manoscritti biblici" dicono che Giovanni disse le parole δια  των μαθητων αυτου, dia tōn mathētōn autou, col significato di "attraverso i suoi discepoli", ma δύο τῶν μαθητῶν αὐτοῦ, duo tōn mathētōn autou, significa attraverso due dei suoi discepoli, come appare nel Textus Receptus. Il commentatore biblico Marvin Vincent ritene che "la lettura corretta sia διά".
Dopo questo episodio, Gesù inizia a parlare alla folla di Giovanni il Battista, secondo quanto riportato da Mt 11,7-11 e Lc 7,24-28.